# Râul Stejăroaia
Râul Stejăroaia este un curs de apă, afluent al râului Moldova. 